# Kaple Nanebevzetí Panny Marie (Tuchořice)
Římskokatolická kaple Nanebevzetí Panny Marie stojí naproti hřbitovu severovýchodně od obce Tuchořice v okrese Louny.

## Historie
Stavebníkem tuchořické kaple byl v roce 1666 tehdejší majitel vesnice rytíř Martin Pachonhay. Dokládá to soudobý pamětní spis, uložený v makovici vížky na její střeše. Pachonhay získal rok před tím souhlas ke stavbě od arcibiskupa Arnošta Vojtěcha z Harrachu. Stavba byla dokončena v květnu 1666, kdy mědikovec pobil střechu plechem. Roku 1885 byla ke kapli přistavěna předsíň s lomenými, novogotickými okny a portálem. V roce 2003 prošla stavba rekonstrukcí, po jejímž dokončení ji vysvětil litoměřický biskup Josef Koukl. Interiér kaple je vyzdoben novodobými obrazy tuchořického rodáka Manfreda Jackla.

## Stavební podoba
K lodi s obdélným půdorysem je připojen presbytář uzavřený dvěma stranami rovnoramenného trojúhelníka, ke kterému je na východní straně připojena sakristie a předsíň. Fasádu člení pouze okna, která jsou v lodi segmentová a oválná, v presbytáři hrotitá a předsíni polokruhová. Vnitřní zdi lodi zaklenuté valenou klenbou s lunetami zdobí pilastry. V presbytáři je použit stejný druh klenby.

## Zařízení
Dominantou kaple je raně barokní oltář z konce sedmnáctého století s obrazem Nanebevzetí Panny Marie z roku 1837 a soškami svatého Petra, svatého Pavla, svatého Jana Křtitele a svatého Jana Evangelisty.